# Apostolicam Actuositatem
Apostolicam Actuositatem — декрет Второго Ватиканского собора Католической церкви, посвящённый апостольству мирян. Утверждён папой Павлом VI 18 ноября 1965 года, после того как он был одобрен на соборе. За финальный вариант документа высказалось 2 340 участников собора, против — 2. Своё название получил по принятой в католицизме практике по двум первым словам первой фразы — «Apostolicam Actuositatem populi Dei impensiorem reddere volens» (Желая, чтобы апостольская деятельность народа Божия стала более оживлённой).
Декрет Apostolicam Actuositatem — один из девяти декретов Второго Ватиканского собора. Декрет состоит из 33 статей, разделённых на 6 глав, вступление и призывание.

## Структура
1. Вступление (статья 1)
2. Глава 1. О призвании мирян к апостольству (статьи 2-4)
3. Глава 2. О преследуемых целях (статьи 5-8)
4. Глава 3. О различных областях апостольства (статьи 9-14)
5. Глава 4. О различных способах апостольства (статьи 15-22)
6. Глава 5. О соблюдении надлежащего порядка (статьи 23-27)
7. Глава 6. О подготовке к апостольству (статьи 28-32)
8. Заключение (статья 33)

## Содержание
Декрет посвящён апостольской деятельности мирян, особенностям данной деятельности в современном мире и, в более широком аспекте, роли мирян в Церкви. Главная цель — осветить природу и характер апостольства мирян, а также провозгласить его основные принципы и дать пастырские указания для его более успешного осуществления.
Апостольство мирян, проистекающее из их христианского призвания, всегда будет осуществляться в Церкви. Само Священное Писание изобилует указаниями (Деян. 11:19—21; 18; 26, Рим. 16:1—16, Флп. 4:3) на то, насколько добровольной и плодотворной была эта деятельность во времена первоначальной Церкви. Но и наши времена ожидают от мирян не меньшего ревнования.
Декрет подчёркивает, что задача проповедовать Евангелие и распространять его по земле — это задача всех христиан, а не только служителей Церкви.
Третья глава подробно разбирает области для апостольской деятельности: церковные общины, семья, молодёжь, социальное окружение, национальный и международный уровни. Четвёртая подробно останавливается на способах осуществления деятельности, особое внимание уделяя католическим движениям и сообществам. В пятой главе речь идёт о взаимодействии между иерархией Церкви и движениями мирян, в шестой говорится о подготовке мирян для апостольской деятельности.
в заключительном призывании декрета говорится:
Итак, Святейший Собор горячо призывает в Господе всех мирян, чтобы они охотно, щедро и с сердечной готовностью отвечали голосу Христа, всё настоятельнее призывающего их в этот час, и побуждению Святого Духа.